# Comté de Clay (Kentucky)
Pour les articles homonymes, voir Comté de Clay.
Le Comté de Clay est un comté de l'État du Kentucky, aux États-Unis, fondé en 1807. Son siège est basé à Manchester.